# سامبدوريا موسم 2004–05
تمتع نادي سامبدوريا بأفضل موسم له منذ 1993-1994، عندما احتل النادي المركز الثالث في دوري الدرجة الأولى الإيطالي وفاز بكأس إيطاليا. في 2004-05 تمكن سامبدوريا من احتلال المركز الخامس في الترتيب، بفضل دفاعه القوي وتألقه في التهديف في المهاجم الثانوي فرانسيسكو فلاتشي، الذي لعب كرة القدم مع سامبدوريا لفترة طويلة من حياته. مع استقبال 29 هدفًا فقط، كان دفاع سامبدوريا مشابهًا تمامًا لدفاع يوفنتوس وميلانو، وتم الإشادة بالمدرب والتر نوفيلينو للأداء القوي في الموسم الثاني للنادي منذ عودته إلى دوري الدرجة الأولى الإيطالي.

## اللاعبون

### حراس المرمى
- فرانشيسكو انتونيولي
- لويغي تورسي
- دانييلي باديلي
- إيمانويل بيانكي

### المدافعون
- موريس كارودزيري
- مارسيلو كاستيليني
- جيوليو فالكوني
- ماركو بيسانو
- Simone Pavan
- Stefano Sacchetti
- كريستيان زينوني

### لاعبي الوسط
- سيرجيو فولبي
- أندريا جاسباروني
- Mark Edusei
- أنجليو بالومبو
- ماكس تونيتو
- ايمو ديانا
- كريستيانو دوني
- Vincenzo Iacopino
- Biagio Pagano

### المهاجمون
- سيموني إنزاغي
- فرانسيسكو فلاتشي
- فابيو بادزاني
- فيتالي كوتوزوف
- فاوستو روسيني
- توماس جوب